# Francesco Condulmer
Francesco Condulmer (Veneza, 1410 - Roma, 30 de outubro de 1453) foi um cardeal do século XV.

## Biografia
Nasceu em Veneza em Ca. 1410. Filho de Simone Condulmer. Sobrinho do Papa Eugênio IV. Sobrinho-neto do Papa Gregório XII. Seu primeiro nome também está listado como Giovanni Francesco. Ele foi chamado de Cardeal de Veneza.
Apostólico protonotário. Vice-camerlengo da Santa Igreja Romana.
Criado cardeal sacerdote no consistório de 19 de setembro de 1431 com o título de S. Clemente.
Administrador da Sé de Narbonne em 1433; ocupou o posto até 5 de novembro de 1436. Uma insurreição que estabeleceu uma república temporária em Roma forçou o Papa Eugênio IV a buscar refúgio em Florença em maio de 1434; durante a revolta, Francesco foi preso em 29 de maio de 1434, mas apenas por um curto período; a cidade foi devolvida ao controle papal no mês de outubro seguinte pelas ações violentas de Giovanni Vitelleschi, futuro cardeal. Administrador da Sé de Amiens, 5 de novembro de 1436; ocupou o cargo até 27 de março de 1437. Eleito arcebispo de Besançon, 27 de março de 1437. Consagrado (nenhuma informação encontrada). Transferido para a Sé de Verona em 20 de outubro de 1438; fundou a escola dos acólitos e introduziu a Ordem dos Frades Menores Observantes; ocupou a sé até sua morte. Nomeado patriarca titular de Constantinopla, 31 de outubro de 1438. Camerlengo da Santa Igreja Romana de 24 de janeiro de 1432 a 1439. Vice-chanceler da Santa Igreja Romana, de 1437 até sua morte. Legado papal em diversas ocasiões; mais notavelmente, a Constantinopla para preparar a união com os gregos antes do Concílio de Florença de 1438; e mais tarde, para Veneza de 22 de janeiro a 10 de março de 1440. Esteve em Roma em 24 de outubro de 1442. Nomeado legado em Marche Anconitana em 31 de maio de 1443; partiu de Siena no dia 10 de junho seguinte. Esteve à frente da frota papal contra os turcos em 1444. Optou pela ordem dos cardeais bispos e pela sé suburbana de Porto e Santa Rufina, em abril de 1445. Legado perante os turcos a segundo tempo; retornou a Roma de sua legação em 15 de fevereiro de 1446. Participou do conclave de 1447 , que elegeu o Papa Nicolau V. Enviado pelo novo Papa Nicolau V em março de 1447 perante o rei de Nápoles. Em abril de 1449, foi aos banhos de Pouzzoles; juntou-se ao Papa Nicolau V em Spoleto no dia 14 de junho seguinte. Mandou construir um palácio nas ruínas do teatro de Pompeo, perto do Campo di Fiori . Em 28 de julho de 1452, a diocese de S. Rufina foi separada do Porto; uniu-se novamente ao Porto após a morte do cardeal. Continuou apenas como bispo do Porto.
Morreu em Roma em 30 de outubro de 1453. Enterrado na basílica patriarcal do Vaticano.